# Bocholt
Bocholt település Németországban, azon belül Észak-Rajna-Vesztfália tartományban. Lakosainak száma 72 409 fő (2023. december 31.). Bocholt Aalten, Isselburg és Hamminkeln községekkel határos.

## Fekvése
Münstertől nyugatra fekvő település.

## Története
Bocholt Münsterland legnyugatibb városa. A majd 800 éves város a második világháború alatti bombázások során csaknem teljesen elpusztult. Újjáépítésekor legszebb műemlékeit is rekonstruálták. Nagyon szép a holland nyerstéglából reneszánsz stílusban épített városháza (Rathaus) (1618-1621), a késő gótikus stílusú György templom (Georgkirche) (1415-1586) a bocholti feszület (Bocholter kreuz) 1305-ből, az Efling ház (Haus Efling) 1605-ből és az 1800-ból való Woord-ház (Haus Woord).

## Nevezetességek
- Városháza
- György templom
- Efling ház (Haus Efling)
- Textilmuseum, Bocholt

## Galéria

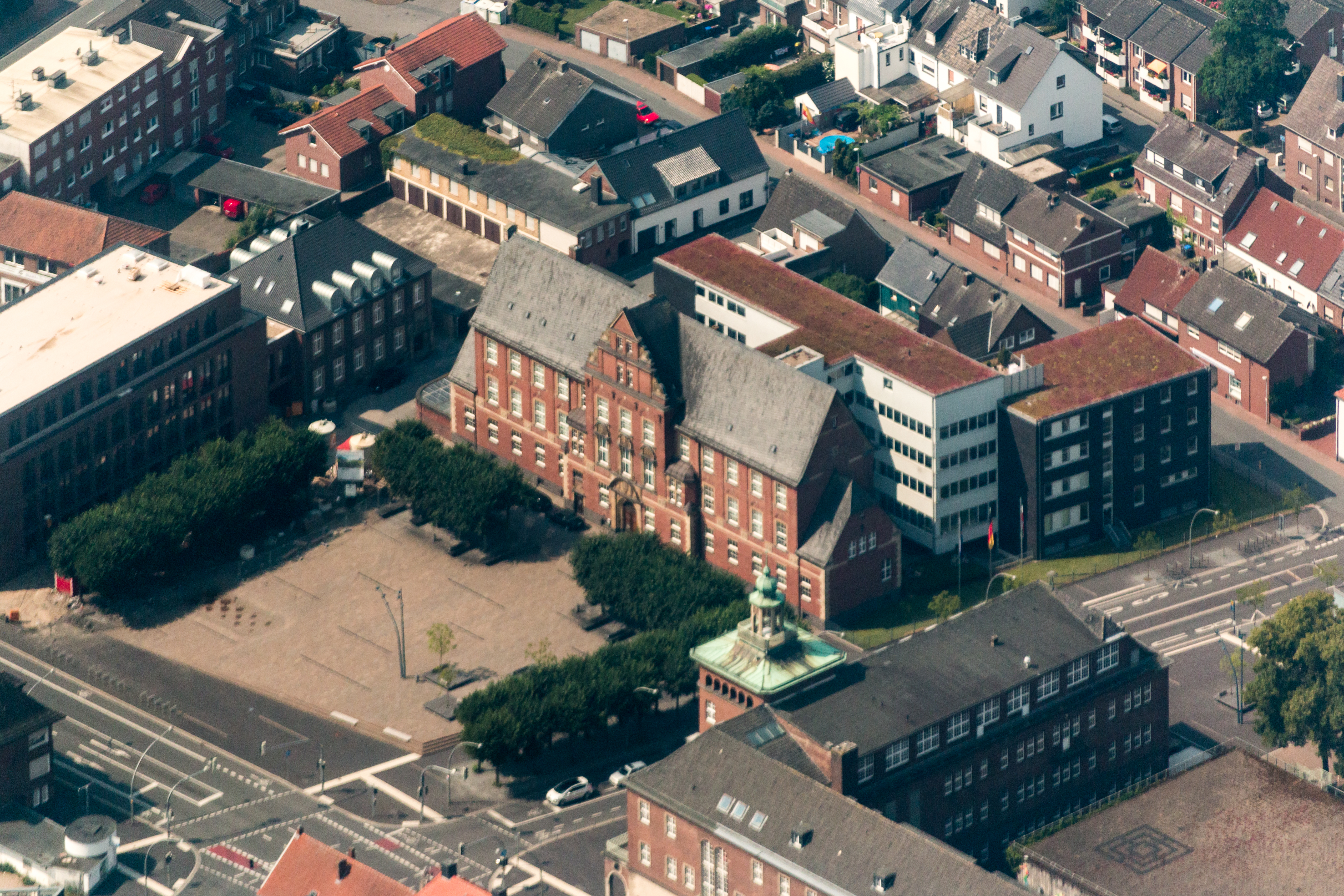
A város légifelvételen
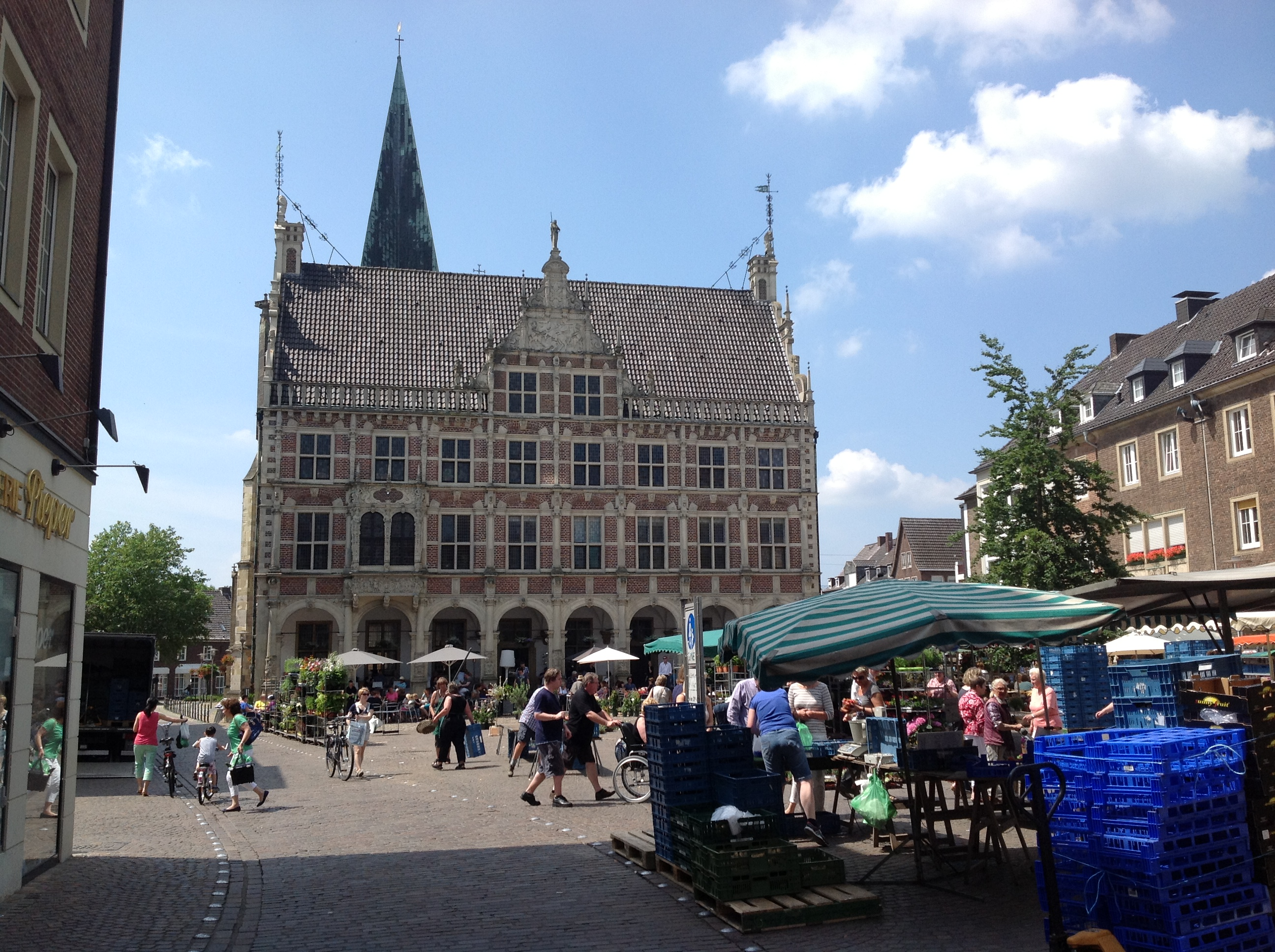
Városháza
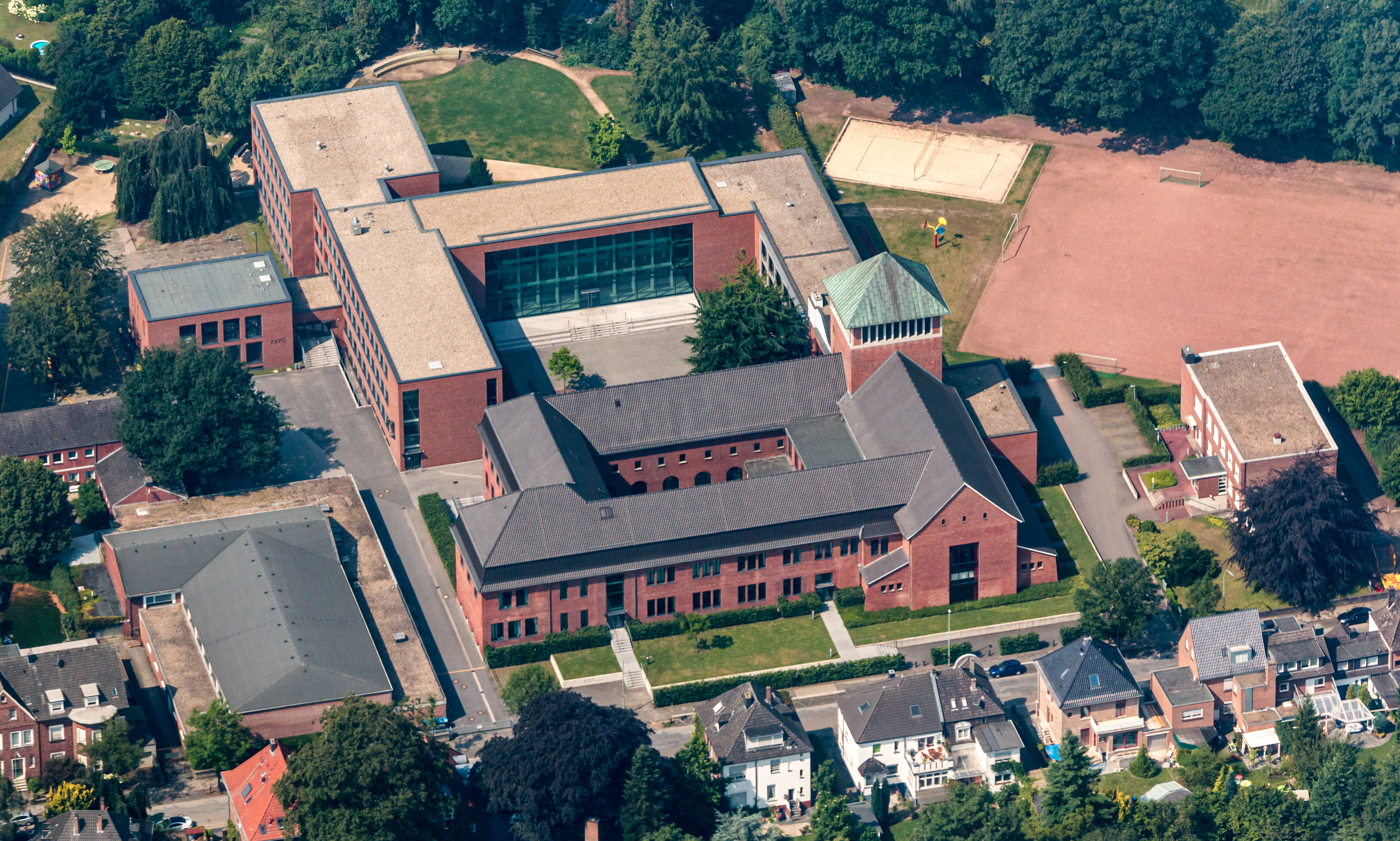
Szt. József gimnázium
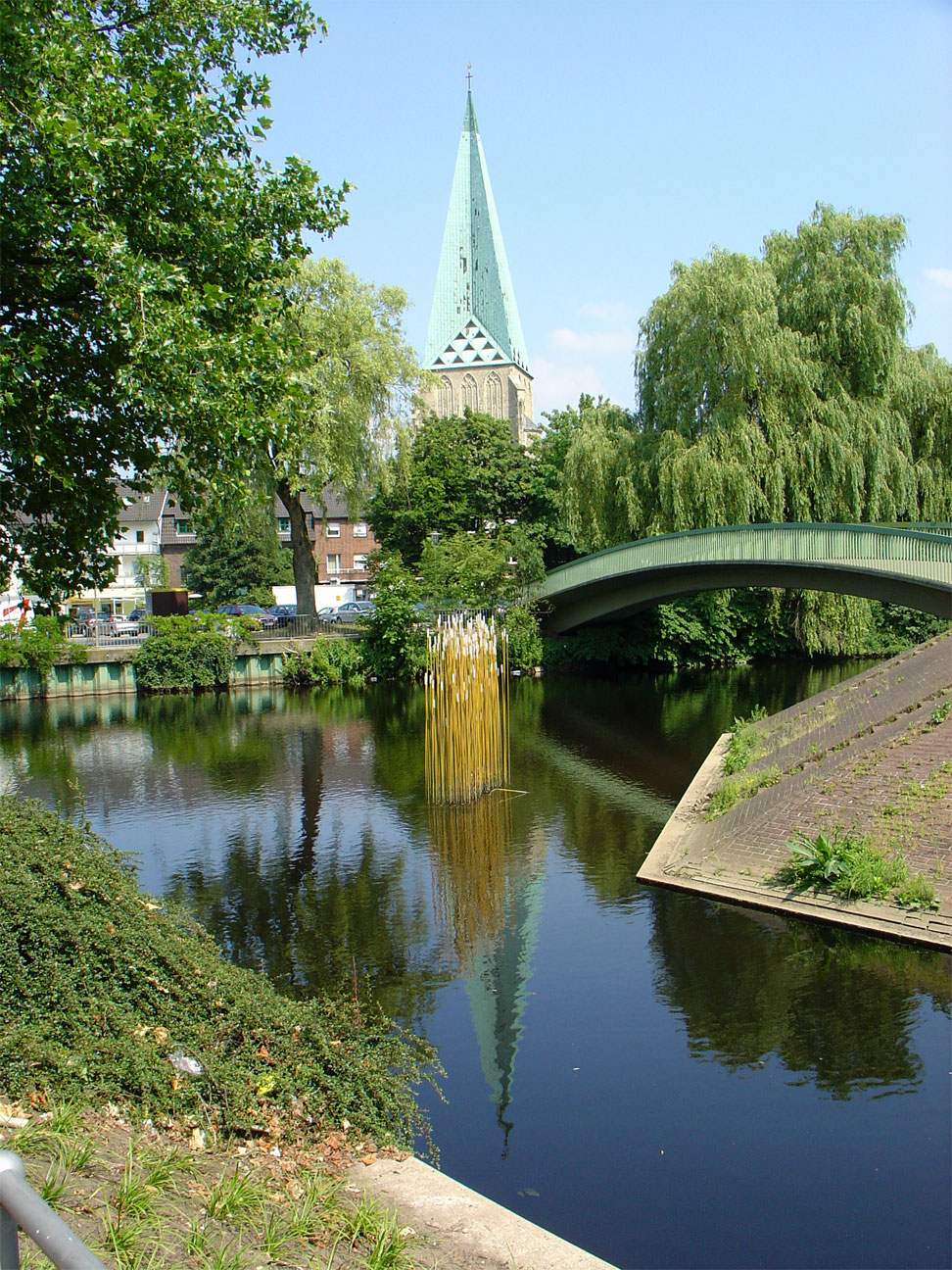
Szt.György templom

## Népesség
A település népességének változása:
| Lakosok száma | 65 460 | 71 443 | 71 036 | 71 099 | 71 099 | 71 074 | 71 930 | 72 409 |
|               | 1975   | 2015   | 2017   | 2018   | 2019   | 2021   | 2022   | 2023   |